# Замлинський Володимир Олександрович
Замли́нський Володи́мир Олекса́ндрович (нар. 24 червня 1930, Андрушівка — 23 грудня 1993, Київ) — історик, джерелознавець, архівіст; доктор історичних наук (з 1979 року), професор (з 1985 року).

## Біографія
Народився 24 червня 1930 року в містечку Андрушівці Житомирської області. В 1949 році закінчив Бердичівське ремісниче училище. По закінченні працював слюсарем, майстром, начальником цеху, технологом. У 1952–1956 роках служив у ВМФ СРСР.
В 1964 році закінчив Московський історико-архівний інститут, працював учителем, директором Волинського обласного партійного архіву, старшим науковим співробітником Інституту історії партії при ЦК КПУ. В 1975–1981 роках — заступник головного редактора «Українського історичного журналу». Протягом багатьох років був членом редколегії журналів «Архіви України», «Пам'ятки України», «Київська старовина». В 1982–1993 роках — завідувач кафедри архіво- та джерелознавства історичного факультету Київського університету.

Могила Володимира Замлинського

Помер 23 грудня 1993 року. Похований в Києві на Міському кладовищі «Берківці».

## Наукова діяльність
Володимир Замлинський автор понад 300 наукових публікацій, серед яких 16 монографій. Це історико-публіцистичні праці, дослідження з історії розвитку архівознавства, історіографії та окремих джерелознавчих галузей знань, численні статті в періодиці з проблем розвитку комплексу спеціальних історичних дисциплін, серед яких — генеалогічні дослідження козацьких родів, родоводу гетьманів України, дослідження ролі та місця особи в історії, проблеми міської й родової геральдики, питань історичної географії та інше. Зокрема, це праці, що висвітлюють життя і діяльність гетьманів України: П. Конашевича-Сагайдачного, П. Дорошенка, П. Полуботка, П. Орлика та життєвий і творчий шлях відомих українських діячів й істориків (М. Максимовича, М. Костомарова). Значну увагу приділив постаті Богдана Хмельницького («Богдан Хмельницкий», М., 1989).
Він також автор тексту Шевченківського календаря на 1994 рік, керівник авторського колективу праці «Історія України в особах IX–XVIII ст.» (1993). За його участі до 160-річчя від дня заснування університету підготовлено видання «Київський університет імені Тараса Шевченка. Сторінки історії і сьогодення» (1994).

## Твори
- Життя для людей. Львів, 1962;
- Астронавт. Львів, 1964;
- Волинський полк іде в революцію. Львів, 1967;
- Васюти. Львів, 1973;
- З вірою в перемогу. К., 1976;
- Несокрушимое единство. К., 1984;
- Перемогу кували єдиною сім'єю. К., 1985;
- Подвигом прославлены. К., 1985;
- Исторические дисциплины. Краткий библиографический справочник-указатель. К., 1990;
- Специальные исторические дисциплины. К., 1992;
- Історія України в особах ІХ-XVIII ст. К., 1993.